# En Vogue
 (février 2008).
Si vous disposez d'ouvrages ou d'articles de référence ou si vous connaissez des sites web de qualité traitant du thème abordé ici, merci de compléter l'article en donnant les références utiles à sa vérifiabilité et en les liant à la section « Notes et références ».
Pour les articles homonymes, voir Vogue (homonymie).
En Vogue (prononcé en anglais : [ɛn voʊɡ]) est à l'origine un quatuor féminin de soul, rhythm and blues et pop formé en 1988 à Oakland dans le nord de la Californie aux États-Unis. Le groupe, sous la direction des producteurs Denzil Foster et Thomas McElroy, a remporté un Grammy Award et est considéré comme étant un des meilleurs groupes R&B des années 1990 aux États-Unis.
Les albums du groupe se sont vendus à plus de 20 millions d'exemplaires dans le monde entier. Elles ont gagné plus de récompenses aux MTV Video Music Awards que n'importe quel autre groupe féminin dans toute l'histoire de MTV avec un total de 7 récompenses.
En 2014, le groupe obtient son propre téléfilm de fiction Un Noël de Star (A En Vogue Christmas).

## Biographie
Les membres originaux étaient Dawn Robinson, Maxine Jones, Terry Ellis et l'ex Miss Black California Cindy Herron. Le groupe a été formé à Oakland, en Californie en 1988. Leur histoire a commencé quand le duo de production Denzil et McElroy a travaillé sur le concept de réunir un groupe de filles de RnB moderne, original pendant les années 1990. Après avoir étudié divers groupes de filles, ils ont voulu expérimenter avec le soudage de l'héritage d'un groupe de femmes Rhythm and blues/Soul avec une influence hip-hop/new jack swing. Ils cherchaient des chanteuses intelligentes avec des voix fortes. Les deux auditions se sont tenues et ont débouché sur l'adhésion officielle de Herron, Jones, Robinson et Ellis. Avant le nom officiel du groupe, elles ont été principalement appelées "La Vogue" et en fin de compte ont opté pour "En Vogue" après avoir réalisé qu'un autre groupe avait un nom très semblable.

## Carrière

### 1990-1991:Born to Sing
L'album Born to Sing est sorti le 3 avril 1990 et a été numéro 21 au top 200 et numéro 3 des charts RnB. Le premier single, Hold On est devenu un tube classé dans les charts pop et RnB. Il a aussi été no 1 des charts Hot Dance Music/Club Play. Il a été plus tard numéro 5 au Royaume-Uni après avoir été massivement diffusé à la radio et un tube énorme partout en Europe, spécialement dans les clubs. Les deux singles suivants de l'album sont Lies et You Don't Have to Worry, tous les deux ont été numéro 1 des charts Billboard RnB. Lies est aussi devenu l'un des 40 premiers sur les charts pop. Tandis que le dernier single, Don't Go atteint la troisième place des charts RnB. L'album est certifié platine par le RIAA. Le morceau Hold On a été élu meilleur single RnB de l'année par le Billboard[réf. nécessaire].

### Apparitions
- En 2006, En Vogue est, avec Joan Jett et les Pussycat Dolls, tête d'affiche du festival lesbien californien, le Dinah Shore.

## Filmographie
Le groupe est apparu dans Sesame Street incluant Sesame Street's 25th Birthday: A Musical Celebration en 1993 et Elmopalooza en 1998. Dans Sesame Street Sesame Street's 25th Birthday: A Musical Celebration les quatre chanteuses originales ont chanté Adventure. La deuxième chanson était I Want a Monster. Le morceau est apparu sur Elmopalooza et était enregistré par Terry Ellis, Maxine Jones et Cindy Herron après le départ de Robinson.
En 2014, le groupe obtient son propre téléfilm de fiction Un Noël de Star (A En Vogue Christmas).

## Membres
- Cindy Herron (1990 - )
- Maxine Jones (1990 - 2001, 2003 - )
- Dawn Robinson (1990 - 1996, 2005)
- Terry Ellis (1990 - )
- Amanda Cole (2002 - 2003)
- Rhona Bennett (2003 - 2005, 2006 - )

## Discographie

### Albums
- 1990 : Born To Sing
- 1991 : Remix to Sing
- 1992 : Funky Divas
- 1994 : Runaway Love
- 1997 : EV3
- 2000 : Masterpiece Theatre
- 2002 : Gift of Christmas
- 2004 : Soul Flower
- 2018 : Electric Café

### Best of
- 1999 : Best of En Vogue
- 2001 : The Platinum Collection